# Sun and Steel
Sun and Steel è il sesto ed ultimo album in studio del gruppo musicale statunitense Iron Butterfly, pubblicato nel 1975.

## Tracce
Side 1
1. Sun and Steel – 4:01 (Brann)
2. Lightnin' – 3:02 (Bill DeMartines, Philip Taylor Kramer)
3. Beyond the Milky Way – 3:38 (Ron Bushy, DeMartines)
4. Free – 2:41 (Brann)
5. Scion – 5:02 (Brann)

Side 2
1. Get It Out – 2:53 (Brann)
2. I'm Right, I'm Wrong – 5:27 (DeMartines, Kramer)
3. Watch the World Going By – 2:59 (Brann)
4. Scorching Beauty – 6:42 (Brann)

## Formazione
- Erik Brann – chitarra, voce (1,4-6,8,9)
- Ron Bushy – batteria
- Philip Taylor Kramer – basso, voce (2,7)
- Bill DeMartines – tastiera, voce (3)